# 国际投资争端解决中心
国际投资争端解决中心（International Centre for Settlement of Investment Disputes， 縮寫：ICSID）是一个国际组织，总部设于美国华盛顿哥伦比亚特区。

## 历史
是依据1966年《解决国家与他国国民间投资争端公约》（简称《ICSID公约》）建立的世界上第一个专门解决国际投资争端的仲裁机构，主要通过调解和仲裁的方式为解决外国投资者与东道国之间的争端提供便利，除此之外，该中心也提供国家间投资争端解决机制，并进行事实查明（fact-finding）。中心通过增强投资者和国家对于投资争端解决机制的信心，逐步实现世界银行促进国际投资的目标。
除了提供投资争端解决机制，中心还发表投资争端解决和外国投资法律方面的出版物，如《国际投资争端解决中心评论：外国投资法杂志》（ICSID Review-Foreign Investment Law Journal）。

## 组织结构
中心设有理事会和秘书处。理事会由成员国代表组成，每个成员国均在享有一个席位；负责中心组织工作，职责不涉及个案管理。秘书处由约70名专业人士组成，负责调解和仲裁案件的具体管理。理事会和秘书处的权力划分保证了中心在争端解决中的独立地位和中立立场。

## 外部連結
- 國際投資爭端解決中心（英文）（法文）（页面存档备份，存于）